# You’re a Woman
«You’re a Woman» (с англ. «Ты — женщина») — сингл немецкой поп-группы Bad Boys Blue, выпущенная в 1985 году. Это была первая композиция в исполнении нового вокалиста группы Тревора Тэйлора, которая принесла настоящий успех коллективу, моментально оказавшись в первой десятке лучших песен. Клип снимался в Великобритании.

## О композиции
«You’re a Woman» стала хитом в Европе, достигнув 8 места в ФРГ, 1 места в Австрии и 2 места в Швейцарии.
2 июня 1998 года Coconut Records без непосредственного участия Bad Boys Blue выпустил сингл «You’re a Woman ’98» с новыми версиями этой песни, но с вокалом старого лидвокалиста — Тревора Тэйлора, который покинул группу в 1989 году. В записи рэпа-партий принял участие Эрик Синглтон, который позже продолжил свою работу с Modern Talking. На обложке релиза изображён старый состав группы с Тревором Баннистером, который заменил в 1989 году Тревора Тэйлора, что привело в замешательство поклонников группы, так как третьим участником трио в 1995 году стал Мо Рассел. 27 июля 1998 года, возобновившие работу с Coconut Records, Bad Boys Blue выпускают новый альбом Back, в котором присутствует новый ремикс — You’re a Woman ’98, но с вокалом Джона МакИнерни. Чуть позже был снят видеоклип в поддержку нового альбома и сингла, в котором звучал вокал Тревора Тэйлора при том, что в съёмках принимал участие текущий на тот момент состав группы (Джон МакИнерни, Эндрю Томас, Мо Рассел). Для создания этого видеоклипа была использована рэп-версия You’re a Woman ’98 с партиями Эрика Синглтона, но он сам был заменён подставным актёром.
Песня достигла 52 позиции в Германии и 4 позиции в Финляндии.
12 июня 2015 году к 30-летию песни был выпущен сингл «You’re a Woman 2015». На нём были ремиксы этой песни, спродюсированные различными музыкантами.

## Список композиций
7"-й сингл (Coconut 107 276, 1985)
1. You’re A Woman — 3:57
2. You’re A Woman (Instrumental) — 4:40

12"-й сингл (Coconut 601 673, 1985)
1. You’re A Woman (Long Version) — 5:57
2. You’re A Woman (Instrumental) — 3:49

## Кавер-версии
- В 1985 году советский российский певец и музыкант Сергей Минаев записал пародийную версию композиции, получившую название «Юра — вумен, Вася — мэн» и вошедшую в магнитоальбом Алушта[4]. Песня попала в «чёрный список» Министерства культуры СССР[5]. В 2019 году песня вошла в альбом Коллаж.
- В 1985 году была выпущена немецкоязычная версия хита «You’re a Woman» — «Der Sommer War Noch Jung».

### Версия Пруденс Лю
в 1986 году песня была перепета под титулом «最後一夜 (The Last Night)» с другим текстом на кантонском и английском языках и выпущена как сингл гонконгской поп-певицей Пруденс Лю (иер. 劉美君, кант. Lau4 Mei5 Gwan1?)
Это был первый или второй сингл с её альбома Prudence Liew.
Этот трек с тяжёлым танцевальным битом стал очень популярным на гонконгских дискотеках, дал мощный толчок популярности Лю и до сих пор считается её визитной карточкой.
22 мая 2008 года Пруденс Лю выпустила медленную (балладную) версию песни «最後一夜 (The Last Night)» в качестве сингла со своего концертного альбома 2008 года Opening the Sexual Boundaries Concert CD.

## Чарты (Bad Boys Blue)
| Чарт (1985)                     | Лучшая позиция |
| ------------------------------- | -------------- |
| Австрия (Ö3 Austria Top 40)     | 1              |
| Belgium (Flanders)              | 4              |
| Франция (SNEP)                  | 47             |
| Netherlands                     | 19             |
| Швеция (Sverigetopplistan)      | 6              |
| Швейцария (Schweizer Hitparade) | 2              |
| ФРГ (GfK)                       | 8              |

| Чарт (1998)                         | Лучшая позиция |
| ----------------------------------- | -------------- |
| Германия (GfK)                      | 52             |
| Финляндия (Suomen virallinen lista) | 4              |